# Roger de Apulia
Rogerius o Roger de Apulia  (en húngaro: Rogerius mester, en italiano: Ruggero di Puglia) (ca. 1205-1266) nació en Torremaggiore, Apulia. Tras emigrar al Reino de Hungría, fue nombrado obispo de Nagyvárad (ciudad actualmente ubicada dentro de las fronteras de Rumanía) en 1249. Es conocido por su relato de las invasiones tártaras de Europa oriental, enumerando posibles causas de la derrota húngara, así como la destrucción del reino ante la voracidad de los ejércitos mongoles invasores. 
Este relato es denominado Carmen Miserabile ("Canción triste"), y fue elaborado después de 1241, donde ampliamente narró la conquista de Transilvania y de la gran llanura húngara por los tártaros. Las fuerzas mongol-tártaras de la  Horda de Oro dirigidas por Batu Khan empezaron a atacar Europa en 1223, al principio contra los Rus' de Kiev. En 1241 los húngaros fueron derrotados en la batalla de Mohi, y el rey Bela IV de Hungría apenas consiguió escapar. Luego de esto causaron graves estragos en el reino antes de volver hacia Asia tras la muerte de su Gran Kan en 1241. 
Roger fue luego deán en Sopron (1243), deán en Zagreb (1249), secretario de Johannes Toletanus en Lyon y arzobispo de Split, donde murió. 